# اولو (اوری)

اولو شهری در شهرستان اوری در استان باله در بورکینافاسوی جنوبی است و جمعیت آن ۲۱۱۸ نفر است.